# BH Волка
BH Волка (лат. BH Lupi) — одиночная переменная звезда в созвездии Волка на расстоянии (вычисленном из значения параллакса) приблизительно 141193 световых лет (около 43290 парсеков) от Солнца. Видимая звёздная величина звезды — от менее +16m до +13,8m.

## Характеристики
BH Волка — оранжевая пульсирующая переменная звезда, мирида (M) спектрального класса K. Эффективная температура — около 3794 K.